# Station Ledbury
Ledbury is een spoorwegstation van National Rail in Ledbury, Herefordshire in Engeland. Het station is eigendom van Network Rail en wordt beheerd door West Midland Trains. 